# Navalperal de Tormes
Navalperal de Tormes – gmina w Hiszpanii, w prowincji Ávila, w Kastylii i León, o powierzchni 60,96 km². W 2011 roku gmina liczyła 107 mieszkańców.